# NBA Conference Finals Most Valuable Player Award
Die NBA Conference Finals Most Valuable Player Awards werden seit 2022 anlässlich des Rebrandings der Liga zur 75. BAA/NBA-Saison im Anschluss an die jeweils letzte Conference-Finals-Begegnung an den wertvollsten Spieler der NBA-Eastern-Conference-Finals und der NBA-Western-Conference-Finals verliehen. Die Sieger beider Conference-Finals treten anschließend in einer Best-of-Seven-Serie um die NBA-Meisterschaft, in den USA „Weltmeisterschaft“ genannt, gegeneinander an.

## Hintergrund
Die Wahl findet im Anschluss an die letzte Begegnung durch neun regionale wie nationale Medienvertreter statt, die die Finalserie betreut hatten. Für die Wahl berücksichtigt werden soll lediglich die Leistung während der Conference-Finals, Leistungen während der vorherigen Playoff-Spiele haben bei der Wahlentscheidung unberücksichtigt zu bleiben.
Der Finals-MVP der Eastern-Conference-Finals wird mit der Larry Bird Trophy geehrt, der Finals-MVP der Western-Conference-Finals mit der Earvin „Magic“ Johnson Trophy. Larry Bird wie auch Magic Johnson sind beide sowohl Gewinner der NCAA Division I Basketball Championship als auch Olympiasieger mit dem Dream Team und erneuerten gemeinsam die Popularität der Liga in den 1980er Jahren als Repräsentanten einer sportlichen Rivalität zwischen Ost- und Westküste vertreten durch die von ihnen angeführten jeweiligen Teams, die beiden Rekordmeister Boston Celtics und Los Angeles Lakers. Larry Bird gewann die Eastern Conference fünfmal mit den Celtics und wurde hernach dreimal NBA-Meister, Magic Johnson gewann die Western Conference neunmal als Laker und wurde fünfmal Meister. Dreimal trafen sie in den NBA-Finals aufeinander. Beide Spieler wurden 2021 außerdem ins NBA 75th Anniversary Team gewählt und sind zu Beginn des Werbe-Clips „75 NBA Lane“ zusammenmontiert.
Im selben Jahr erhielten auch die Meisterschaftstrophäen der beiden Conference-Finals neue Namenspaten. Der Sieger der Eastern-Conference-Finals erhält die Bob Cousy Trophy und der Sieger der Western-Conference-Finals die Oscar Robertson Trophy. Bob Cousy, letzter Überlebender des ersten NBA All-Star Games, dominierte während seiner Karriere den Vorgänger der Eastern Conference, die Eastern Division, mit den Boston Celtics, Oscar Robertson mit Cincinnati Royals und Milwaukee Bucks Western Division und Western Conference.

## Die Preisträger
 – Mitglied der Naismith Memorial Basketball Hall of Fame als Spieler

 – Aktiver Spieler der NBA-Saison 2024/25

(x) – Zahl der conference-übergreifenden Preise

| Jahr | Spieler                 | Nationalität       | Team                  |
| ---- | ----------------------- | ------------------ | --------------------- |
| 2022 | Stephen Curry           | Vereinigte Staaten | Golden State Warriors |
| 2023 | Nikola Jokić            | Serbien            | Denver Nuggets        |
| 2024 | Luka Dončić             | Slowenien          | Dallas Mavericks      |
| 2025 | Shai Gilgeous-Alexander | Kanada             | Oklahoma City Thunder |

| Jahr | Spieler       | Nationalität       | Team           |
| ---- | ------------- | ------------------ | -------------- |
| 2022 | Jayson Tatum  | Vereinigte Staaten | Boston Celtics |
| 2023 | Jimmy Butler  | Vereinigte Staaten | Miami Heat     |
| 2024 | Jaylen Brown  | Vereinigte Staaten | Boston Celtics |
| 2025 | Pascal Siakam | Kamerun            | Indiana Pacers |